# Proces trockistów w Gdańsku
Proces trockistów w Gdańsku – proces polityczny trockistów ze Związku Spartakusa w Wolnym Mieście Gdańsku, przeprowadzony w styczniu 1937 roku.
Po śledztwie gestapo pod koniec 1936 roku aresztowano i rozbito siatkę ok. 60 członków gdańskiego Związku Spartakusa. Dziesięciu spośród aresztowanych oskarżono o działalność agitacyjną, kolportaż prasy i kontakty z Lwem Trockim oraz otrzymywanie pieniędzy od obcych państw. Głównym oskarżonym był niemiecki obywatel Franz Jakubowski, który kierował organizacją, a pozostałymi oskarżonymi obywatele Gdańska.
Oskarżonym wymierzono niewielkie kary więzienia, samemu Jakubowskiemu trzy lata i trzy miesiące więzienia, choć prokurator żądał pięciu lat ciężkich robót.
Pracę poświęconą procesowi gdańskiemu napisał przebywający wówczas na emigracji Lew Trocki. Ponieważ lista zarzutów była niemal identyczna jak w późniejszym procesie moskiewskim, Trocki sugerował nawet wzorowanie się radzieckich prokuratorów na gdańskim akcie oskarżenia oraz opisał podobieństwo terminologii stosowanej przez prokuratorów obu krajów.